# 贝翰文大学
贝翰文大学（英語：Belhaven University），美国的一所私立大学，位于密西西比州杰克逊。1883年由密西西比语言学院和麦科姆女子学院合并组建。最早的校址在琼斯·S·汉密尔顿的住宅内。贝翰文是这个住宅的名称，得名于琼斯·S·汉密尔顿的祖先居住的苏格兰村庄。